# Arapatiella psilophylla
Arapatiella psilophylla,  arapati, violeta, es una especie de leguminosa en la familia Fabaceae.
Se halla en Brasil.

## Taxonomía
Arapatiella psilophylla fue descrita por (Harms) Cowan y publicado en Proceedings of the Biological Society of Washington 86(39): 447. 1973.
Sinonimia
- Arapatiella trepocarpa  Rizzini & A.Mattos[3]
- Dicymbe psilophylla (Harms) Dwyer [4]
- Tachigali psilophylla Harms 1915